# Notre-Dame-du-Fort (Étampes)

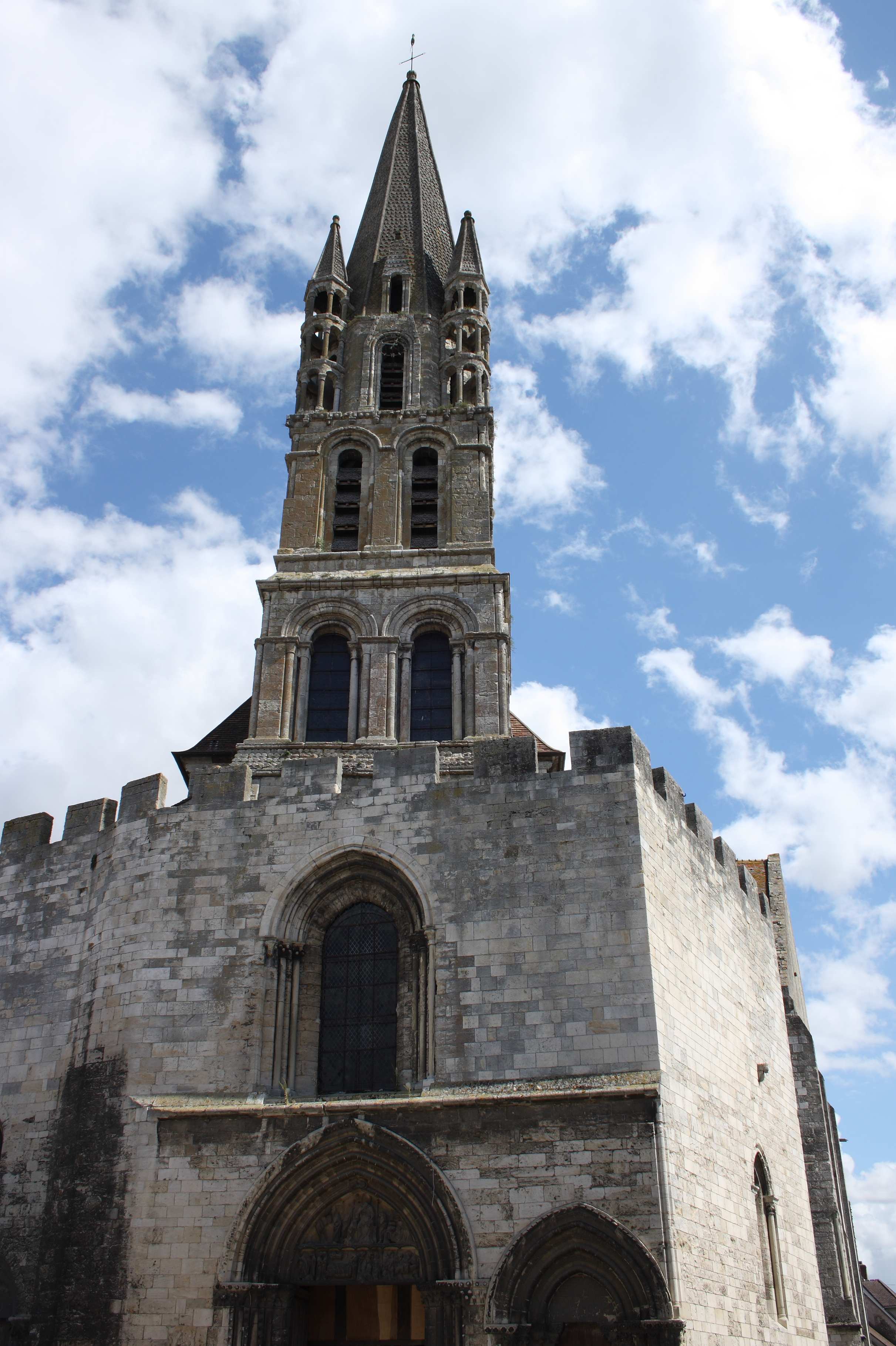
Pfarrkirche Notre-Dame-du-Fort in Étampes

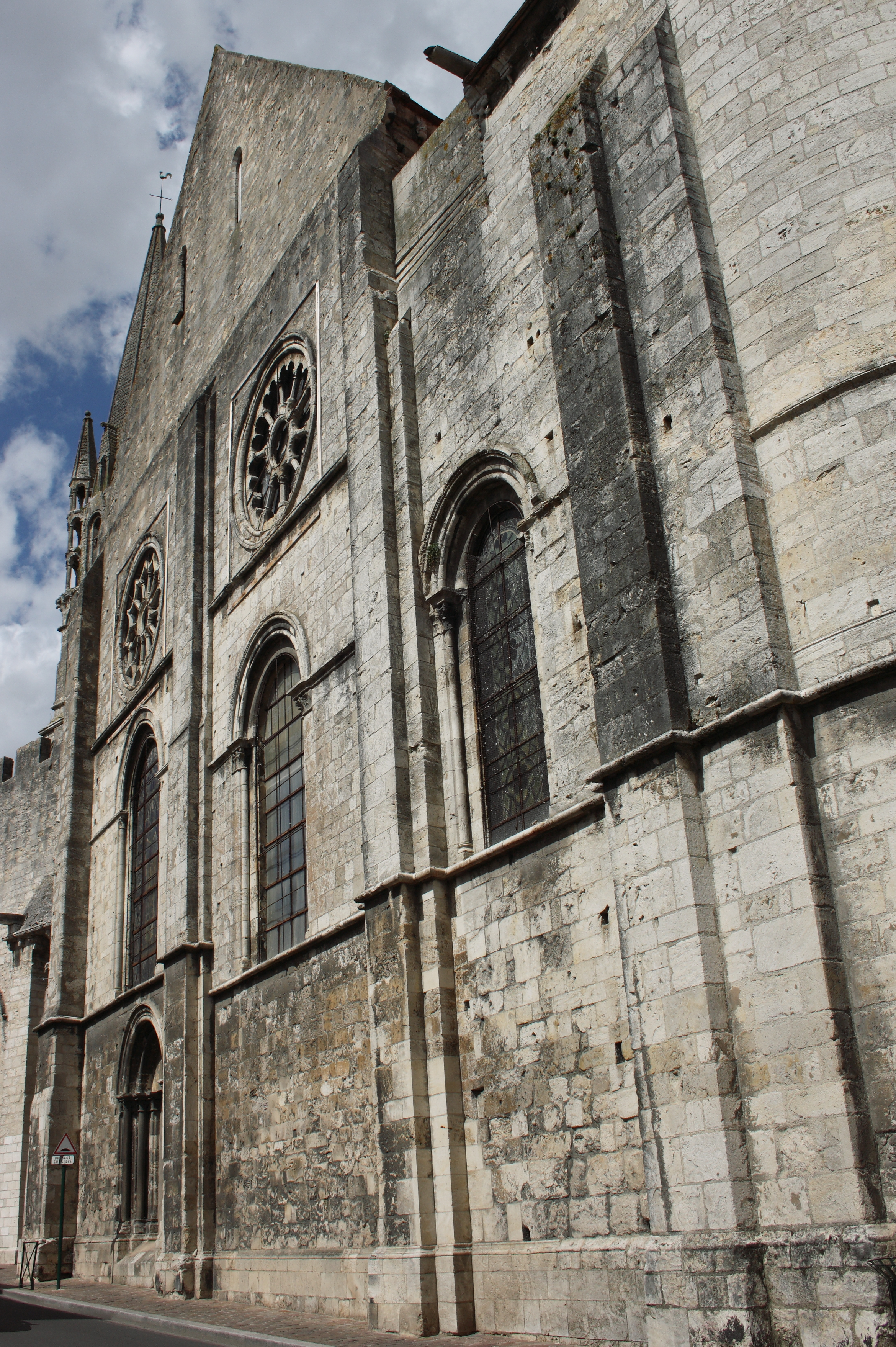
Südseite

Die katholische Pfarrkirche Notre-Dame-du-Fort in Étampes, einer Stadt im Département Essonne in der französischen Region Île-de-France, geht auf ein Kollegiatstift aus dem 11. Jahrhundert zurück. Die heutige Kirche wurde weitgehend im 12. Jahrhundert errichtet. Sie ist Unserer Lieben Frau geweiht und steht am Übergang von der romanischen Architektur zur Gotik. 1840 wurde die Kirche als Monument historique in die Liste der Baudenkmäler in Frankreich aufgenommen.

## Geschichte
Die Gründung der Kirche Notre-Dame wird auf den französischen König Robert den Frommen (972–1031) zurückgeführt, der wohl um 1022 in der Nähe seines Schlosses ein Stift mit zwölf Kanonikern ansiedelte. Er stattete seine Gründung mit Reliquien der Märtyrer Cantius, Cantianus und Cantianilla aus, die er aus Mailand mitgebracht hatte. Von diesem ersten Kirchenbau ist nur noch die Krypta erhalten. In der ersten Hälfte des 12. Jahrhunderts begann man mit dem Bau der heutigen Kirche. Zwischen 1130 und 1140 wurden das zweijochige Hauptschiff, die Seitenschiffe, das nördliche Querhaus und der Westturm errichtet. Zwischen 1140 und 1150 entstanden der dreijochige, rechtwinklig geschlossene Chor und der trapezförmige Raum zwischen den beiden südlichen, in der zweiten Hälfte des 12. Jahrhunderts angefügten Apsiskapellen, der als Archiv genutzt wurde. In der zweiten Hälfte des 12. Jahrhunderts folgten auch die nördlichen Seitenschiffe des Chors mit ihren Ostapsiden und das südliche Querhaus. Im 13. Jahrhundert wurde eine neue, mit Zinnen bekrönte Westfassade errichtet.

## Architektur

### Außenbau

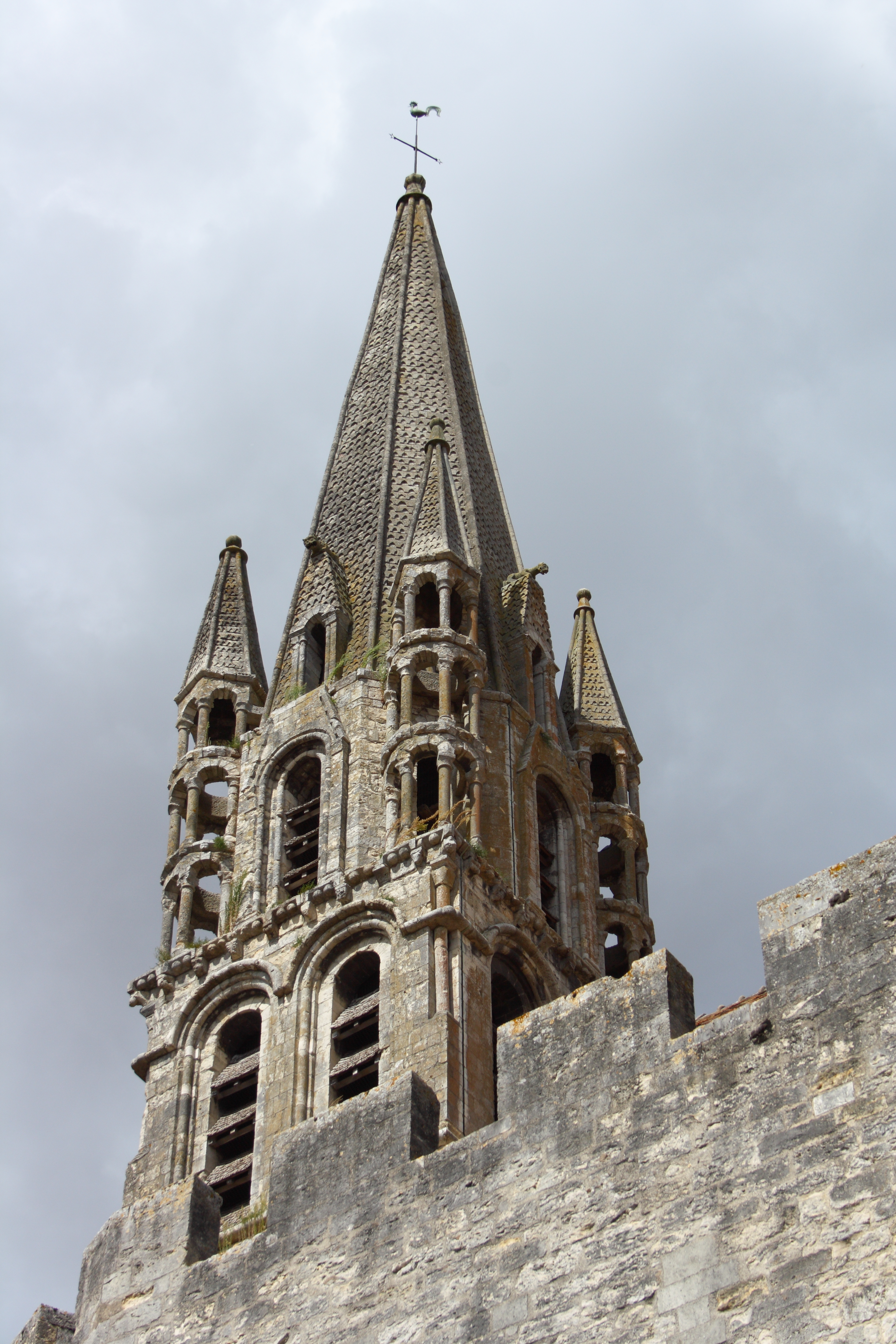
Glockenturm

Aufgrund der unterschiedlichen Bauphasen und nachträglichen Erweiterungen weist die Kirche einen unregelmäßigen Grundriss auf. Hinter der Westfassade erhebt sich über einer Vorhalle der Glockenturm, der im 12. Jahrhundert in drei Bauphasen errichtet wurde. Die beiden unteren, quadratischen Stockwerke sind von großen, rundbogigen Zwillingsarkaden durchbrochen. Das dritte Geschoss ist achteckig und wird nach unten durch ein auf Kragsteinen aufliegendes Kranzgesims abgegrenzt. An seinen vier Ecken stehen kleine, von offenen, in drei Reihen übereinanderliegenden Arkaden durchbrochene Rundtürme mit hohen Spitzen. Auf dem Oktogon sitzt die achtseitige, steinerne Turmspitze, die mit Schuppenornamenten verziert ist.

### Südportal

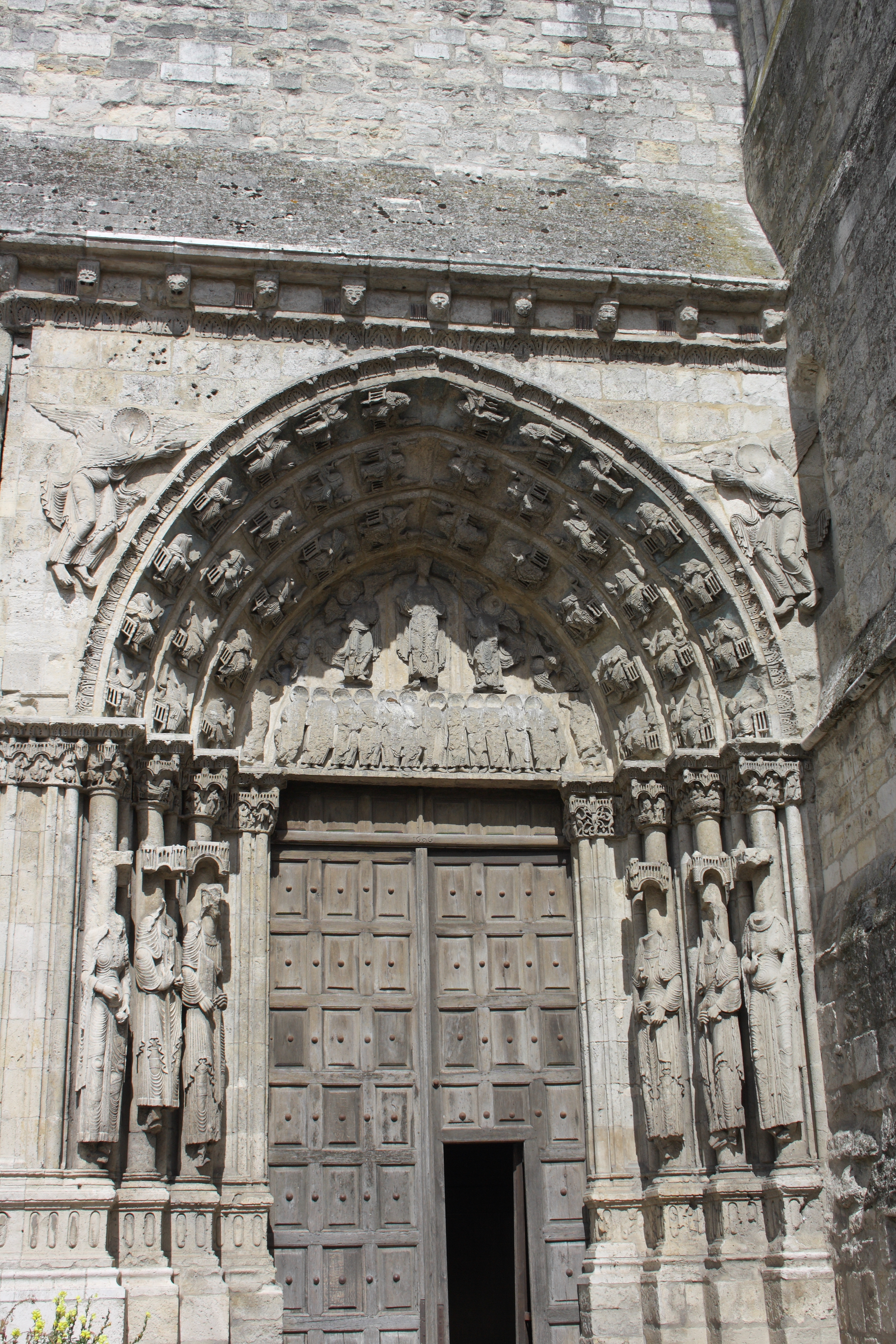
Südportal

Das Südportal wird in die Zeit um 1150 datiert. Während der Religionskriege wurde es 1562 stark beschädigt und sämtlichen Figuren wurden die Köpfe abgeschlagen. Bei Restaurierungsarbeiten entdeckte man Farbreste der ehemaligen Bemalung.
Auf beiden Seiten des Portals stehen auf Sockeln je drei Gewändestatuen. Sie erinnern an die Portalskulpturen der Kirche Saint-Loup-de-Naud und an das Königsportal der Kathedrale von Chartres. Die vier Männer und zwei Frauen werden als Sibylle, Moses, Salomon (links) und Aaron, David und Königin von Saba (rechts) gedeutet. Ursprünglich befanden sich am Portalgewände noch die Skulpturen der Apostel Petrus und Paulus, die heute in der nördlichen Seitenapsis untergebracht sind und mit neuen Köpfen versehen wurden. Über den Gewändefiguren verläuft ein Fries von Kapitellen mit Szenen der Kindheit Jesu auf der linken Seite und den Stationen der Leidensgeschichte auf der rechten Seite.
Auf dem Türsturz sind 14 Personen dargestellt, in der Mitte die zwölf Apostel und zwei weitere Personen außen, die als Maria und Johannes der Täufer oder als der Prophet Elias und Henoch gedeutet werden. Das Tympanon zeigt Christus, der zwischen zwei Engeln zum Himmel auffährt. An den Archivolten sind 36 Personen vertreten, die auf Thronen sitzen und Musikinstrumente oder Spruchbänder in den Händen halten.
Das gesamte Portal wird von einem rechteckigen Rahmen eingefasst. Den oberen Abschluss bildet ein Kranzgesims über Kragsteinen, die als Köpfe skulptiert sind und unter denen ein Palmettenfries verläuft. Die Zwickel sind mit flachen Reliefs von zwei Engeln verziert.

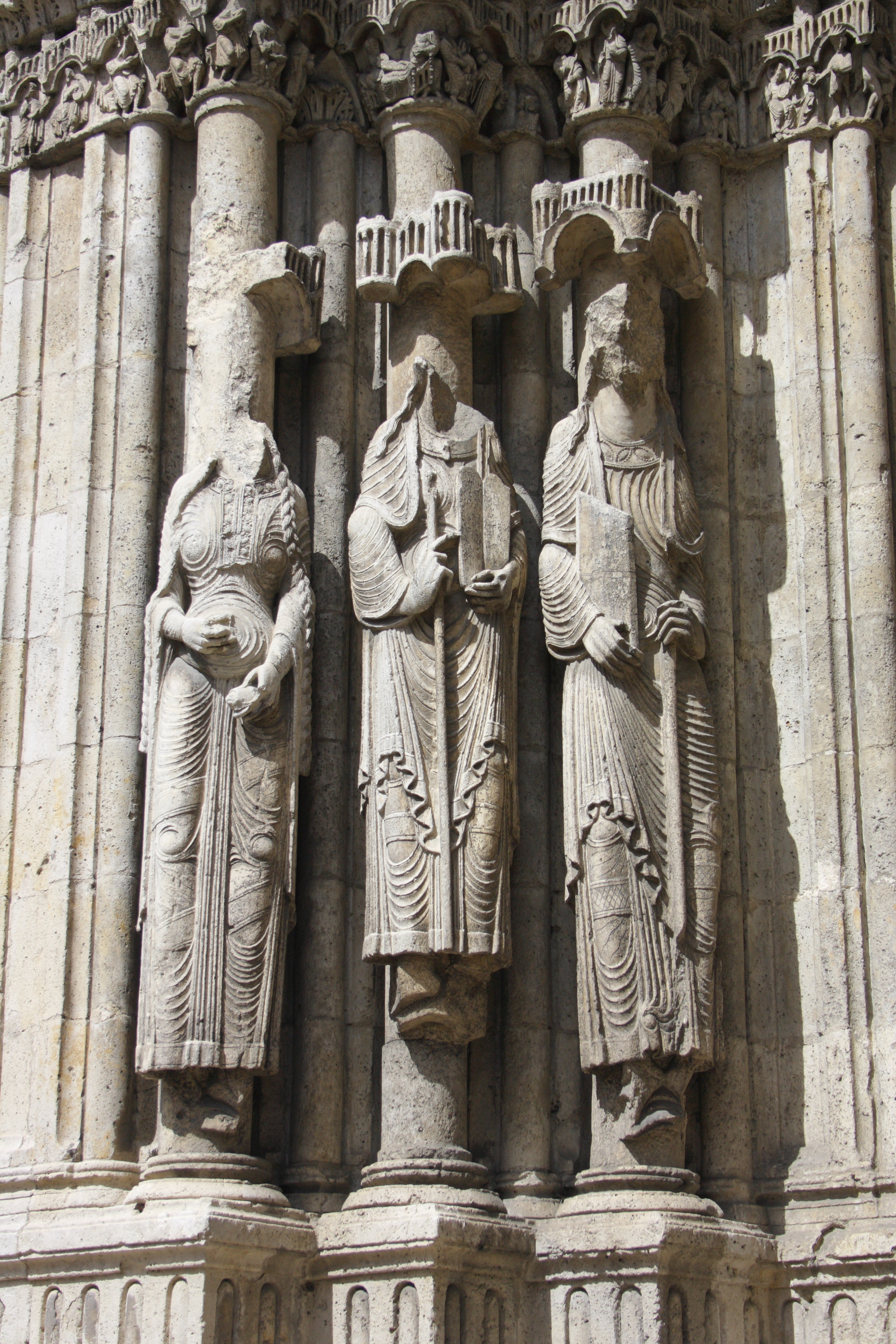
Gewändefiguren der linken Seite
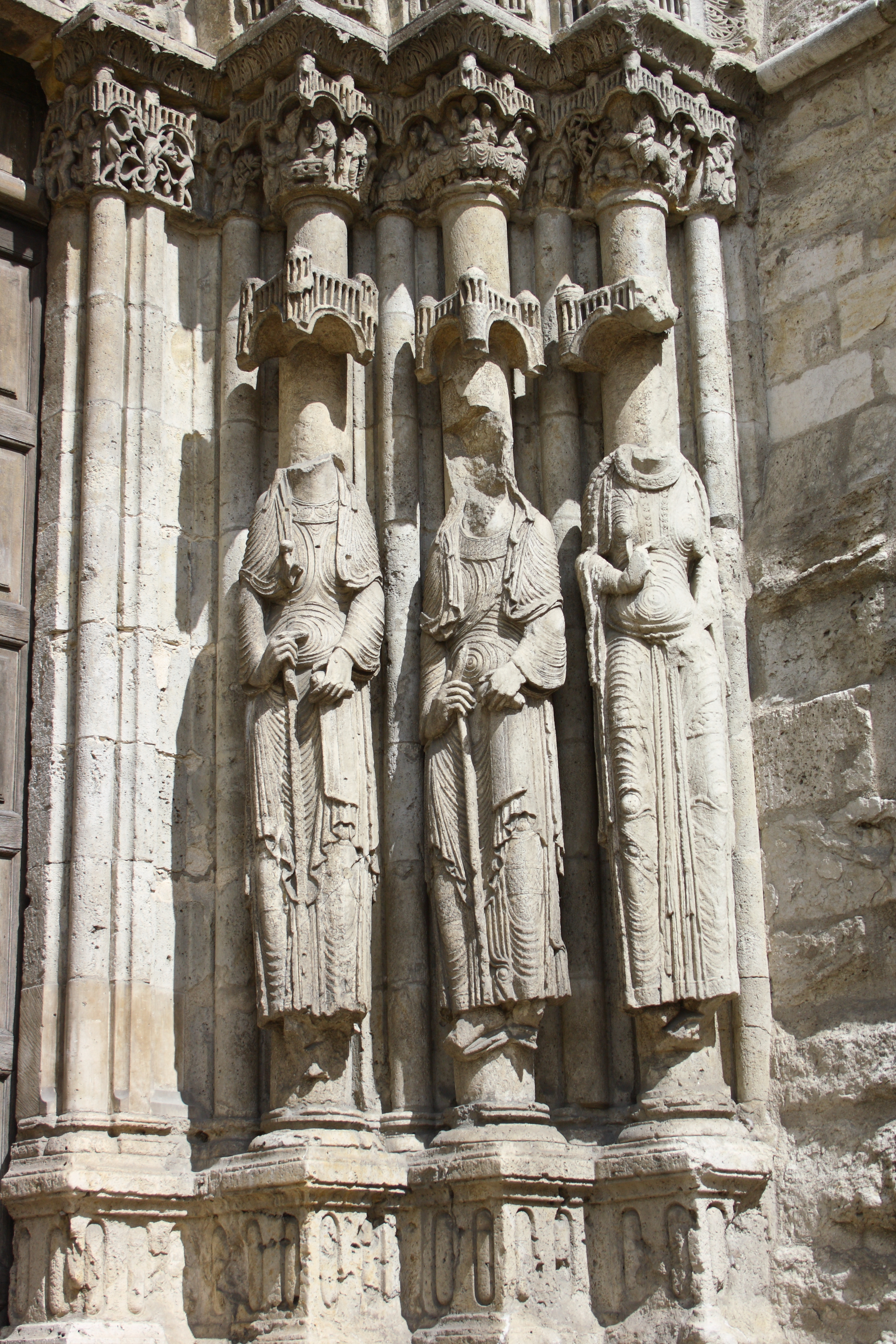
Gewändefiguren der rechten Seite
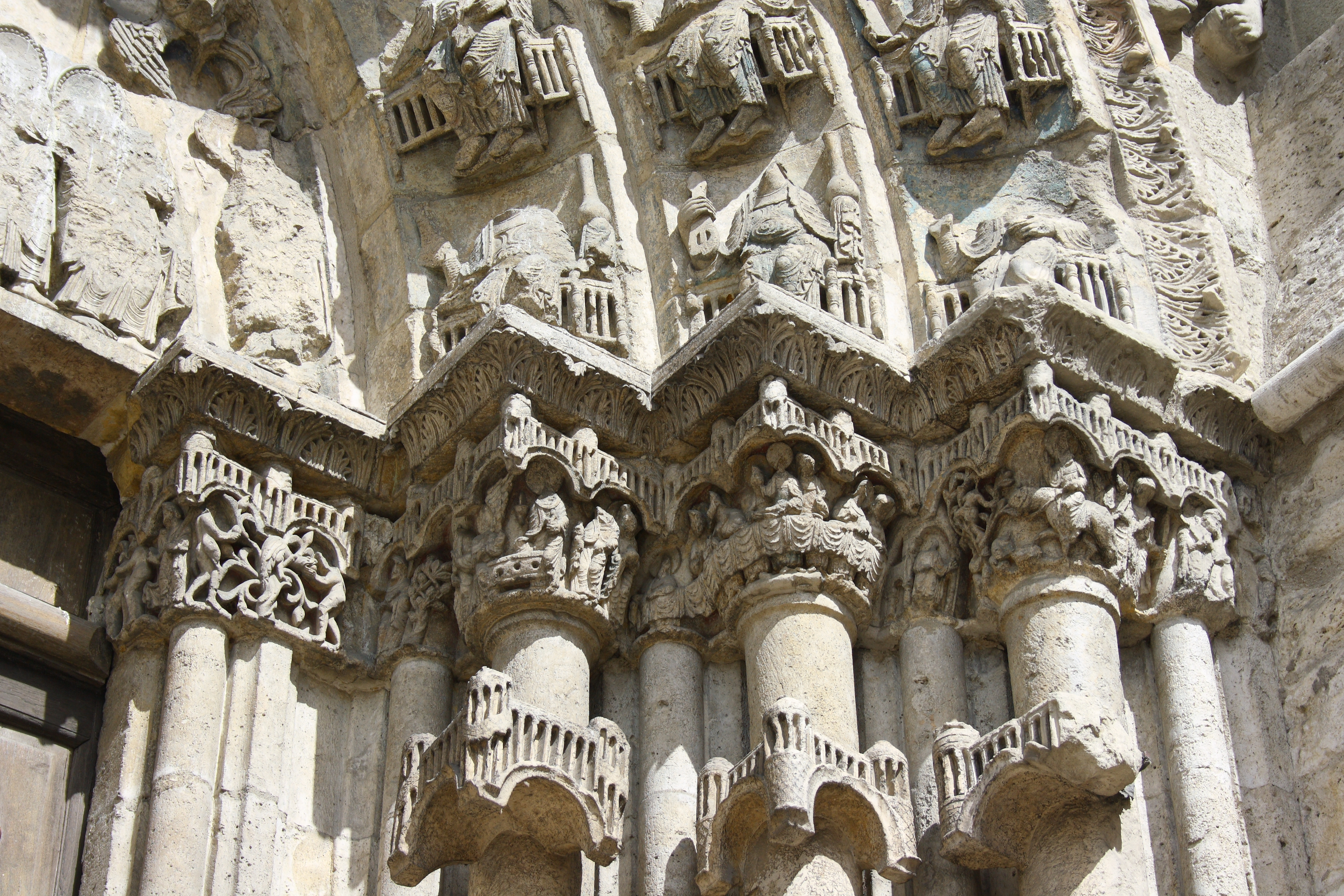
Kapitellzone
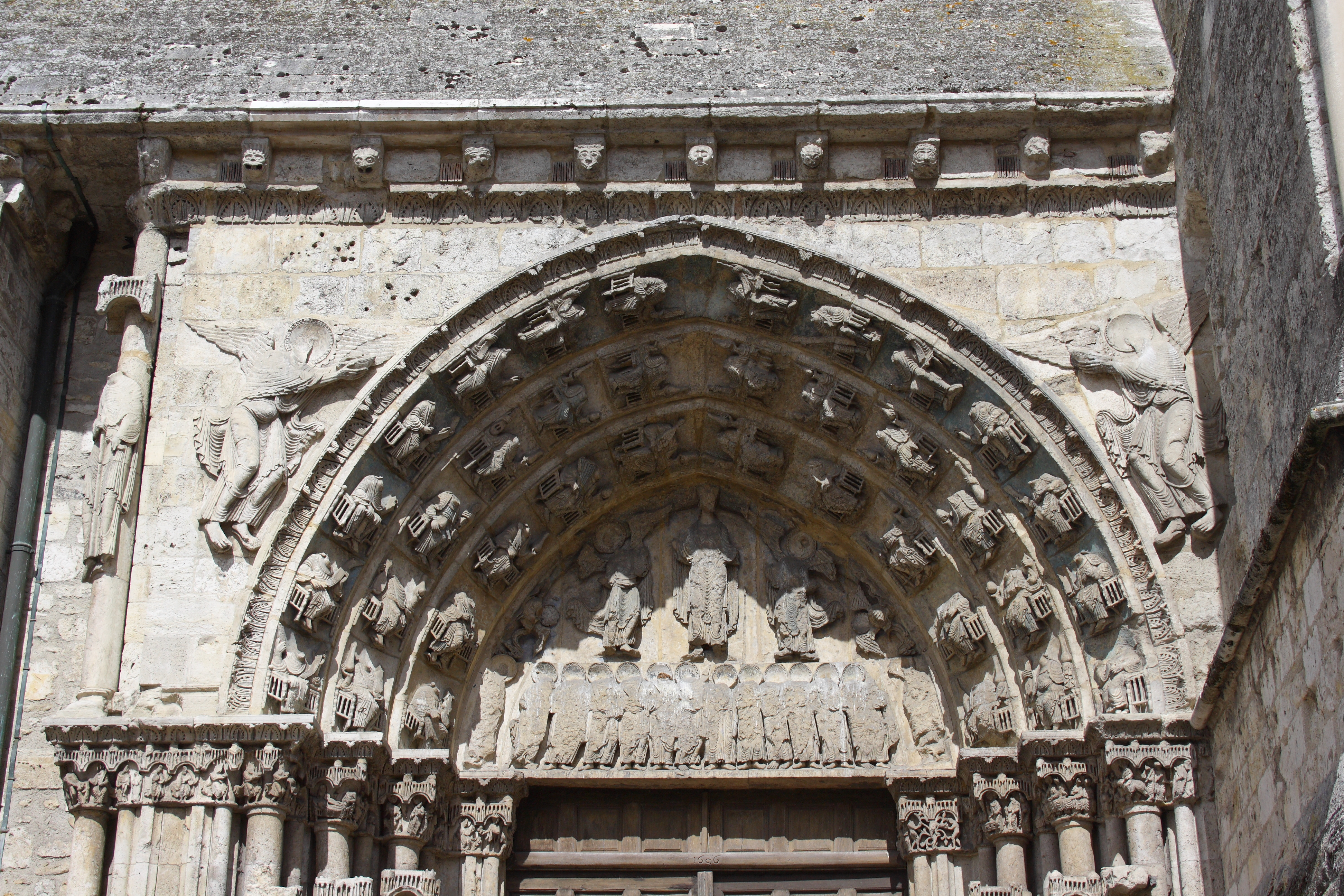
Archivolten und Tympanon

### Innenraum

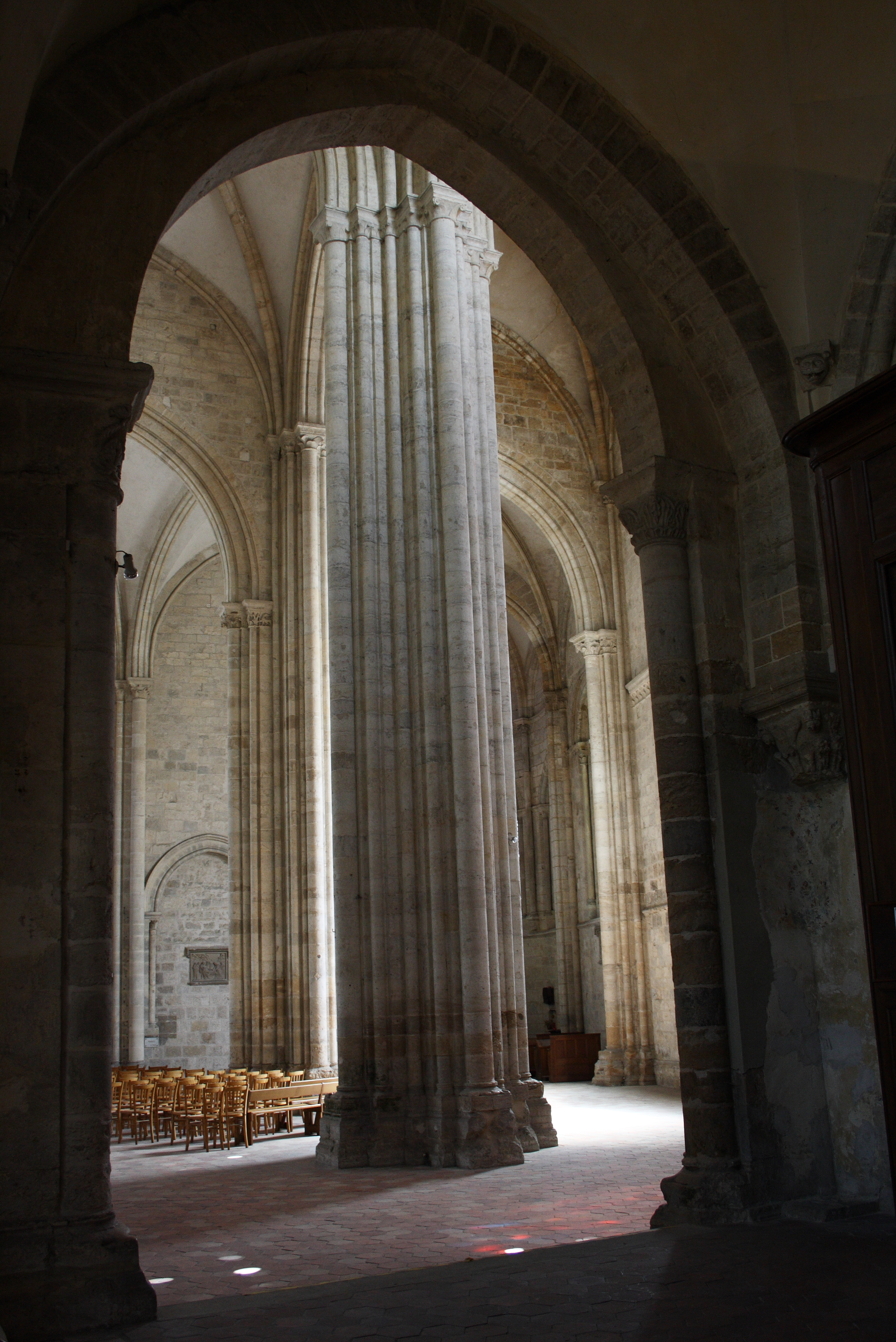
Innenraum

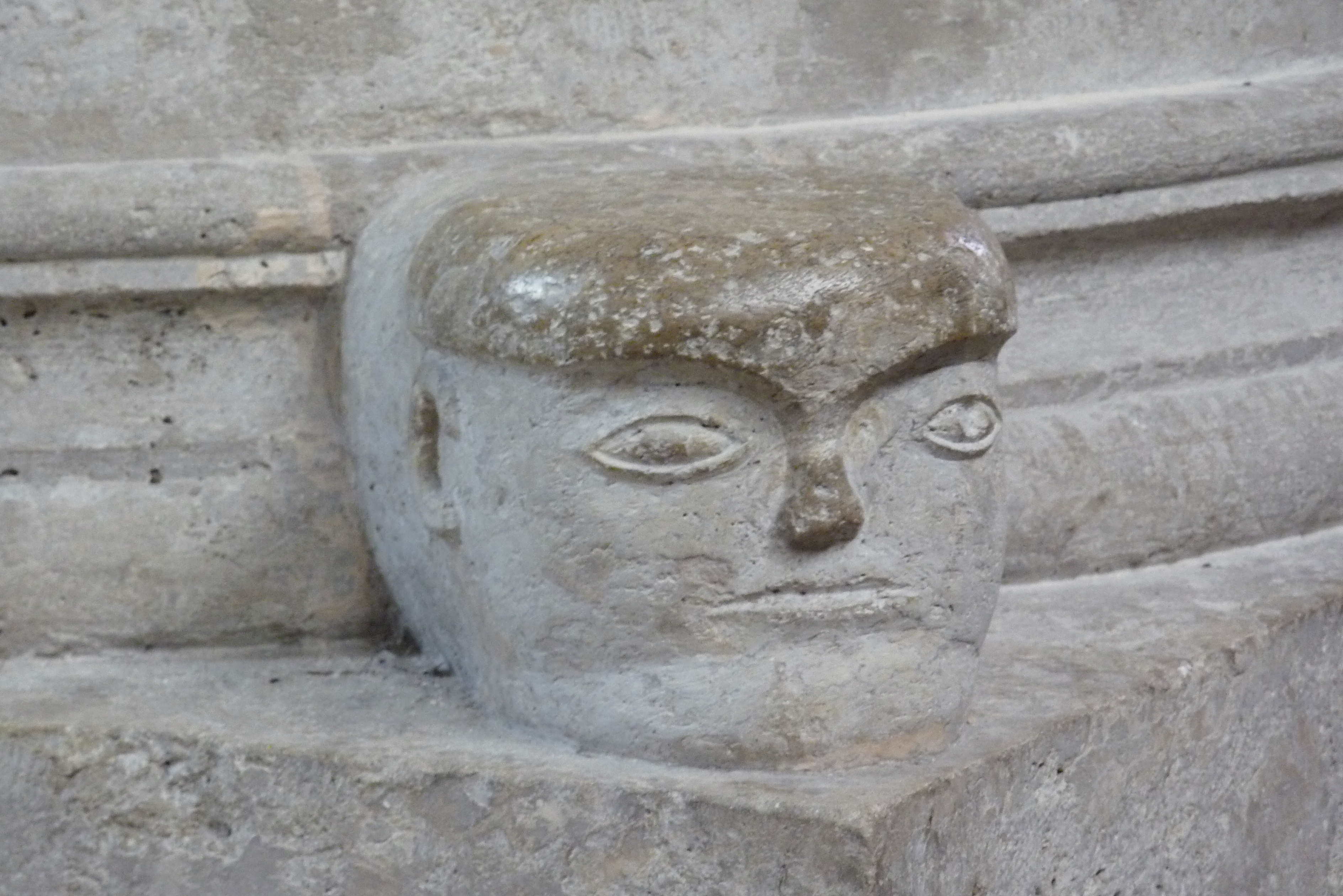
Eckblatt einer Säule in Form eines Kopfes

Langhaus und Chor von Notre-Dame-du-Fort haben die Form einer Basilika, aber durch ihr doppeltes Querhaus, ebenso hoch wie das Mittelschiff, ist diese Kirche auch eine Hallenkirche. 
Der Wandaufriss von Mittelschiff und Chor ist zweigeschossig. Über weiten, spitzbogigen Arkaden öffnen sich die Obergadenfenster, die in späterer Zeit vergrößert wurden. In den Seitenschiffen sind die Kreuzgratgewölbe aus dem 12. Jahrhundert erhalten, im Hauptschiff wurden sie im 19. Jahrhundert erneuert. Die Kapitelle der Säulen sind mit Flachreliefs skulptiert, auf denen Blattranken, menschliche Figuren und Fratzenköpfe dargestellt sind. Die Basen der Säulen sind mit Eckblättern in Form von Tier- und Menschenköpfen geschmückt. Der Chor besitzt noch sein ursprüngliches Kreuzrippengewölbe. Die Schlusssteine der Chorseitenschiffe sind mit Skulpturen von Engeln und gekrönten Personen verziert.

### Krypta

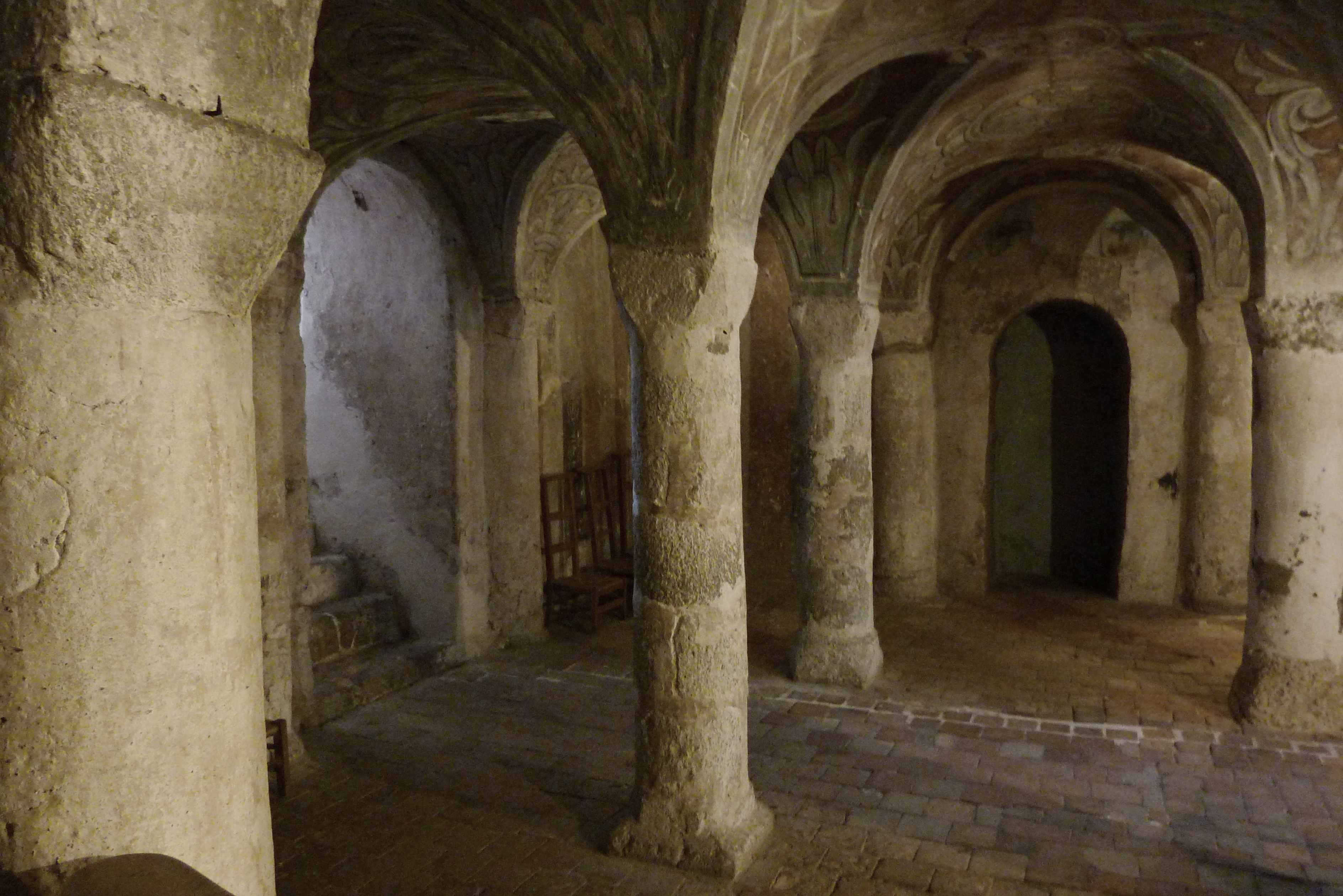
Krypta

Der älteste Teil der Kirche ist die Krypta, die auf die erste Hälfte des 11. Jahrhunderts zurückgeht und unter dem Chor liegt. Sie ist als dreischiffige Hallenkirche mit rechtwinkligem Grundriss angelegt und endet in einer dreiteiligen Apsis. Die Kreuzgratgewölbe der drei Schiffe ruhen auf sechs Säulen, die Deckenmalereien stammen aus dem 16. Jahrhundert. Die in den Wänden eingeschnittenen Nischen sind ehemalige Fenster, die später zugemauert wurden.

## Wandmalereien
Eine Wandmalerei aus dem 16. Jahrhundert stellt das Martyrium der heiligen Juliana von Nikomedien dar, von der Reliquien in der Kirche verehrt werden. Eine weitere Wandmalerei aus dem 16. Jahrhundert mit dem Motiv des Ecce homo befindet sich über dem Zugang zur Sakristei.

## Bleiglasfenster

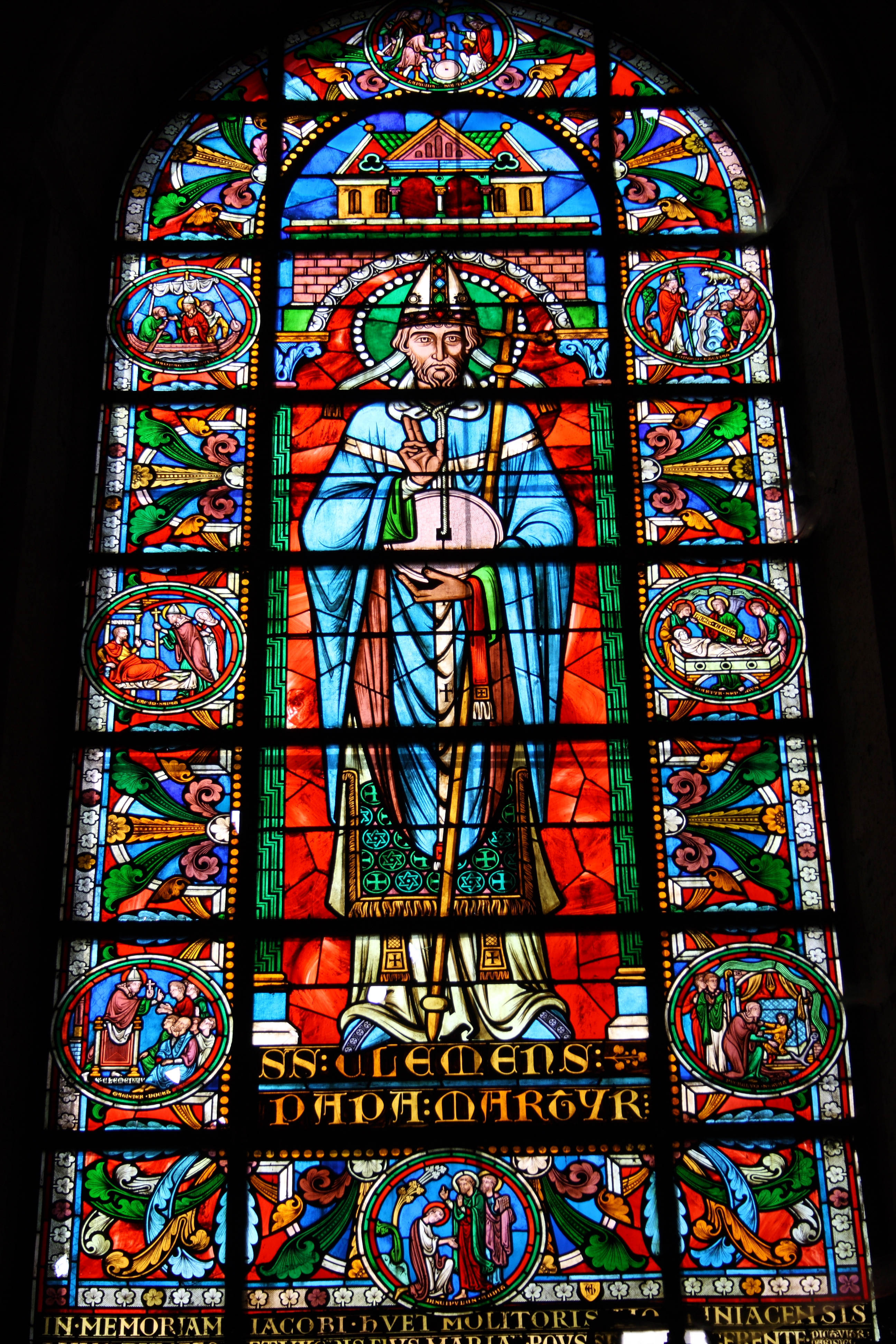
Bleiglasfenster mit der Darstellung des heiligen Clemens

Im nördlichen Chorseitenschiff befindet sich ein Bleiglasfenster aus der Mitte des 16. Jahrhunderts mit der Darstellung des Baums der Sibyllen.
Das zentrale obere Chorfenster hat die Himmelfahrt Marias zum Thema. Die zwei seitlichen unteren Fenster mit der Signatur C-M-CHAMPIGNEULLE 40 RUE DENFERT PARIS 1905 wurden von dem Glasmaler Louis-Charles-Marie Champigneulle (1853–1905) geschaffen. Sie stellen den Evangelisten Johannes und den französischen König Ludwig den Heiligen dar. Das mittlere untere Chorfenster mit der Signatur L. KOCH A BEAUVAIS ist der Pfingstszene gewidmet. Louis Koch schuf auch die beiden Fenster mit der Darstellung des heiligen Bernhard von Clairvaux und des Papstes Innozenz II. Nach der Wahl des Gegenpapstes Anaklet II. wurde 1130 in Étampes ein Konzil einberufen, auf dem sich Bernhard von Clairvaux für Innozenz II. einsetzte.
Das Bleiglasfenster mit der Darstellung des heiligen Clemens von Rom im südlichen Querhaus trägt die Signatur GERENTE. Das Fenster wurde um 1868 von Alfred Gérente entworfen und 1869 in der Kirche eingebaut. Es stellt den Schutzpatron der Müller dar, dem als Zeichen seines Martyriums ein Mühlstein um den Hals gebunden ist. Die kleinen runden Scheiben erinnern an die Wunder des Heiligen. Von dem Glasmaler Janin stammen die beiden Fenster mit der Darstellung des heiligen Fiacrius, des Schutzpatrons der Gärtner, und des heiligen Johannes von Matha. Die Fenster sind mit 1891 datiert. Ein unbekannter Künstler schuf die beiden Fenster mit Szenen aus dem Leben Jesu und dem Marienleben, die mit 1880 bzw. 1890 datiert sind.
Die modernen Fenster im südlichen Seitenschiff wurden 2006 ausgeführt und sind dem Erzengel Michael, dem Schutzpatron von Étampes, gewidmet.

## Orgel

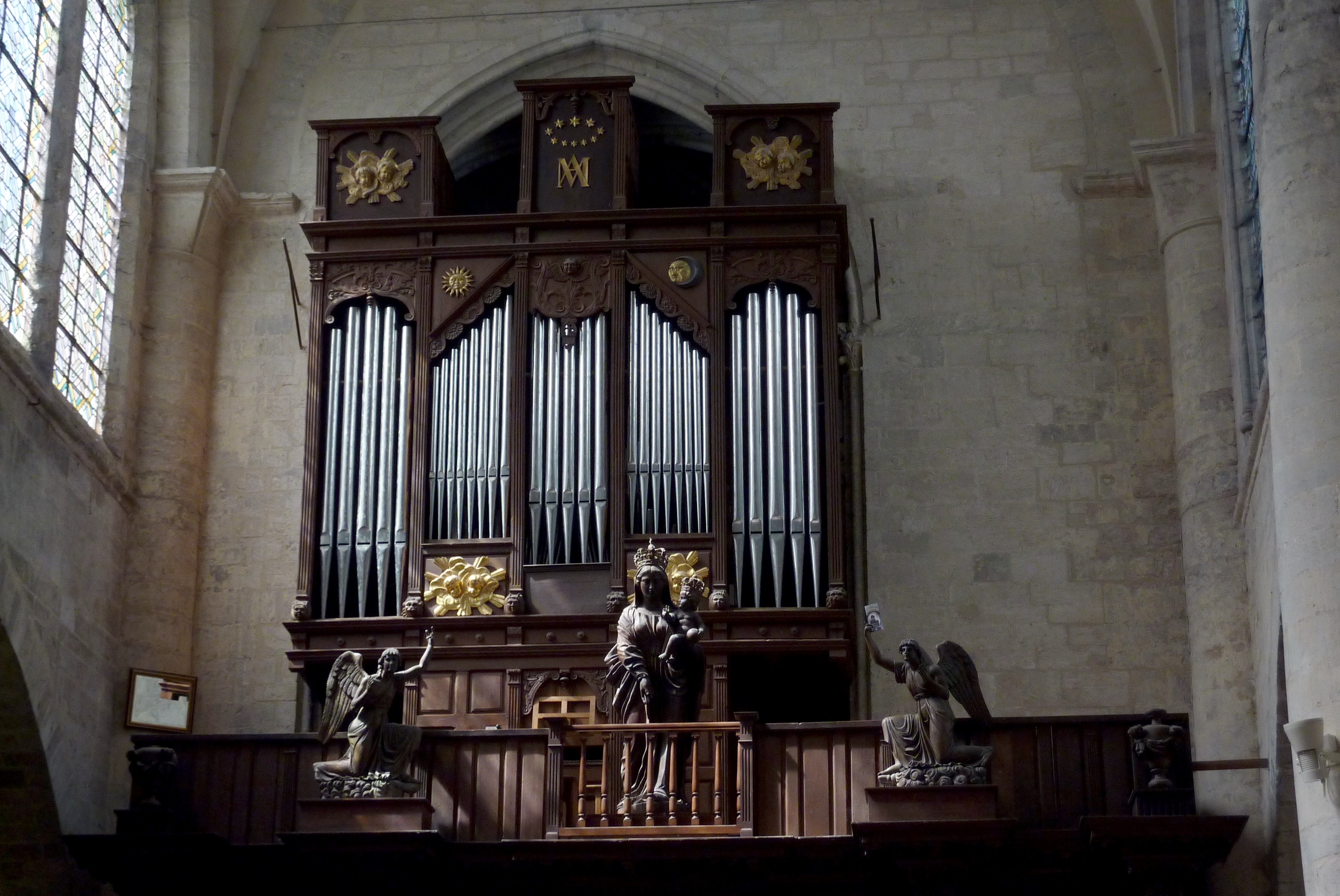
Orgel

Die Orgel wurde im späten 16. Jahrhundert gebaut. Auf dem Orgelprospekt findet sich das Datum 1587. Im 18. Jahrhundert wurde die Orgel erweitert und 1843 von dem Orgelbauer Marie Antoine Louis Suret restauriert. Eine weitere Restaurierung erfolgte 1987 durch Jean Loup Boisseau und Bernard Cattiaux. 1966 wurde der instrumentale Teil und 1975 das Orgelgehäuse zum Monument historique erklärt. Die Orgel hat 17 Register auf zwei Manualen. Das Pedal ist an das 1. Manual angehängt.
| I. Manual C–c3   |    |
| Montre           |    |
| Bourdon          | 8′ |
| Prestant         |    |
| Flute d’Allemans |    |
| Nazard (B/D)     |    |

| (Fortsetzung)   |    |
| Doublette (B/D) | 2′ |
| Tierce (B/D)    |    |
| Fourniture II   |    |
| Cymbale III     |    |

| (Fortsetzung)      |    |
| Trompette (B/D)    |    |
| Cromorne           | 8′ |
| Voix humaine (B/D) |    |
| Cornet V           |    |

| II. Manualwerk |    |
| Bourdon        | 8′ |
| Prestant 4′    |    |
| Cornet III     |    |
| Voix humaine   |    |